# Idaea turatii
Idaea turatii är en fjärilsart som beskrevs av Sohn-rethel 1929. Idaea turatii ingår i släktet Idaea och familjen mätare. Inga underarter finns listade i Catalogue of Life.